# Терехи (Чорнобильський район)
Терехи (Терехів) — колишнє село в Україні, яке було виселено через наслідки аварії на ЧАЕС.
Розташоване в Іванківському районі Київської області. До аварії входило до складу Чорнобильського району. Розташоване за 22 км від колишнього райцентру — м. Чорнобиль. Населення у 1971 році становило 433 особи. Була восьмирічна школа, клуб, бібліотека. Село було центром сільської ради, сільській раді було підпорядковано село Андріївка.
У 1986 році населення було 287 осіб та 134 дворів. Населення села Терехи було відселено до села Дорогинка (123 особи), Ярошівка (Фастівський район) та Новосілки (Боярська міська громада) Київської області. Виселене внаслідок сильного радіоактивного забруднення. Офіційно зняте з обліку 1999 року за відсутністю жителів.
Після Чорнобильської катастрофи село увійшло до 30-кілометрової зони відчуження.
Частина території села згоріла під час лісових пожеж у 1996 році.
Частина території села згоріла під час лісових пожеж у 2020 році.
З кінця лютого до 1 квітня 2022 року село було окуповане російськими військами.